# World Federation for Chess Composition

Altes Logo der PCCC

Die World Federation for Chess Composition (WFCC; bis 2010 Ständige Kommission für Schachkomposition bei der FIDE, offiziell englisch: Permanent Commission of the FIDE for Chess Compositions; PCCC) ist die Dachorganisation der FIDE für Schachkomposition.

## Organisation

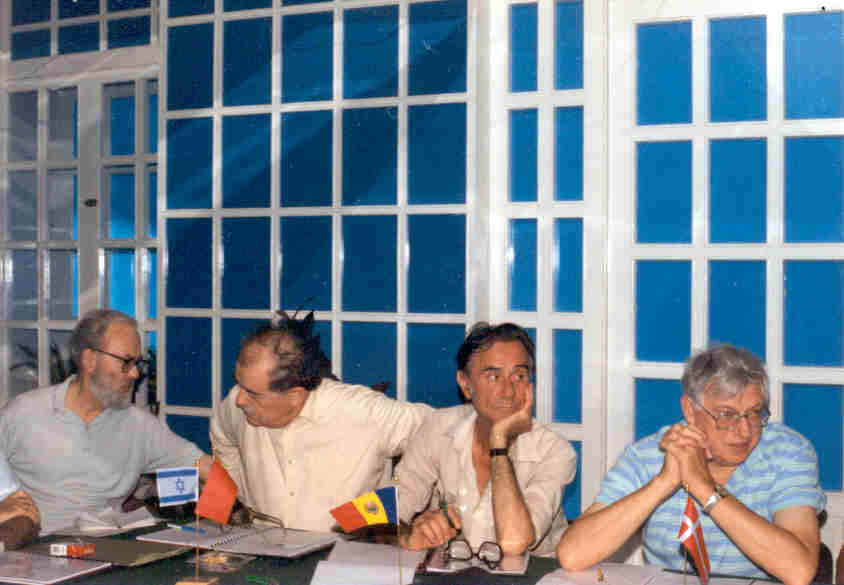
Ausschnitt vom Kongress in Benidorm 1990: Delegierte John Roycroft, Gia Nadareischwili, Virgil Nestorescu und Jan Mortensen

Der Organisation gehören 39 Staaten an, die jeweils einen Delegierten als Kommissionsmitglied beauftragt haben (Stand: 6. August 2003). Organisatorischer Kopf der WFCC ist der Präsident, dem ein Berater und drei Vize-Präsidenten helfen. Entsprechende Wahlen finden vierjährlich statt.
Mehrere Subkomitees sind für bestimmte Aufgabenbereiche zuständig. Diese sind derzeit (Stand: 13. Oktober 2005)
- Bewertung (Judging)
- Computer (Computer Matters)
- FIDE-Album
- Kodex (Codex)
- Lösen (Solving)
- Qualifikationen, Eignungen, Befähigungen (Qualifications)
- Studien (Studies)
- Terminologie, Fachsprache (Terminology)
- World Championship for Composing (zu Deutsch: Weltmeisterschaft des Komponierens)
- World Chess Composition Tournament (WCCT; zu Deutsch: Weltturnier der Schachkomposition)

### Präsidenten
Bisherige Präsidenten waren Gyula Neukomm (1956–1958), Nenad Petrović (1958–1964), Comins Mansfield (1964–1972), Gerhard Jensch (1972–1974), Jan Hannelius (1974–1986), Klaus Wenda (1986–1994), Bedrich Formánek (1994–2002), John Rice (2002–2006), Uri Avner (2006–2010) und Harry Fougiaxis (seit 2010).
Präsidenten, deren Amtszeit beendet ist, können zu Ehrenpräsidenten (Honorary President) ernannt werden. Ehrenpräsidenten sind Bedrich Formánek (Slowakei), John Rice (Großbritannien), Klaus Wenda (Österreich) und der verstorbene Jan Hannelius (Finnland).

### Mitgliedsstaaten
Die folgenden Staaten sind Mitglieder der PCCC (Stand: 4. September 2007): Aserbaidschan, Belarus, Belgien, Bosnien-Herzegowina, Brasilien, Bulgarien, Dänemark, Deutschland, Estland, Finnland, Frankreich, Georgien, Griechenland, Großbritannien, Israel, Italien, Japan, Kasachstan, Kroatien, Lettland, Litauen, Mazedonien, Moldawien, Mongolei, Niederlande, Österreich, Polen, Rumänien, Russische Föderation, Schweden, Schweiz, Serbien, Slowakei, Slowenien, Spanien, Tschechische Republik, Ukraine, Ungarn und Vereinigte Staaten.

## Aufgaben
Zu den Aufgaben der WFCC gehört unter anderem die Titelvergabe an Schachkomponisten, basierend auf den Aufgaben in den ebenfalls von der WFCC betreuten FIDE-Alben. Auch die Titel für Löser und als Internationaler Preisrichter für Schachkomposition werden von der WFCC vergeben. Die WFCC legt auch die Regeln für Schachkomposition, den Kodex, fest.
Weitere Aufgaben der WFCC sind die Förderung der Schachkomposition, die Veranstaltung von Kompositions- und Lösemeisterschaften und die Veröffentlichung von Sammlungen allgemeinen Interesses, zu denen auch die FIDE-Alben zählen.

## Geschichte
Die Permanent Commission of the FIDE for Chess Compositions wurde 1956 unter anderem von Nenad Petrović gegründet, der auch 1958 die Idee der FIDE-Alben hatte. Seit der Gründung findet jährlich ein Treffen der Schachkomponisten, der World Congress of Chess Composition (WCCC; zu Deutsch: Weltkongress der Schachkomposition) statt. 2010 wurde sie in World Federation for Chess Composition umbenannt.